# Franz Joseph Schelver
 (janvier 2020).
Franz Joseph Schelver, né le 24 juillet 1778 à Osnabrück  et mort le 30 novembre 1832 à Heidelberg, est un médecin et botaniste allemand.

## Biographie
Il étudie la médecine à l'Université d'Iéna, puis obtient son doctorat à l'Université de Göttingen (1798). En 1801, il obtient un diplôme de maître de conférences à l'Université de Halle, puis de 1803 à 1806, travaille comme professeur associé à Iéna. Par la suite, il est nommé professeur titulaire de médecine à l'Université de Heidelberg, où de 1811 à 1827, il a dirigé le jardin botanique. Il est un adepte de la "naturphilosophie" de Friedrich Schelling et Lorenz Oken. 
Le genre végétal Schelveria (Nees, 1827 ; famille des Scrophulariaceae) porte probablement son nom, bien que son étymologie soit apparemment inconnue. 

## Ouvrages publiés

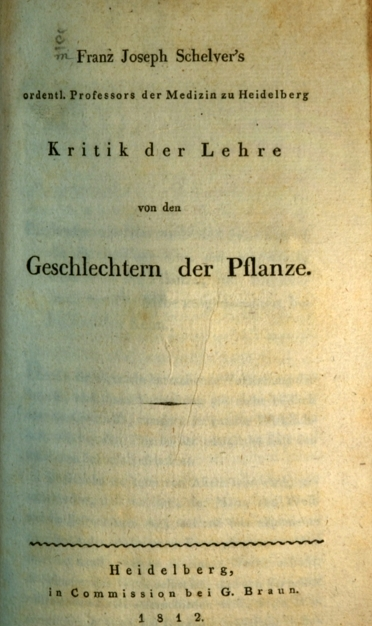
Kritik der Lehre von den Geschlechtern der Pflanze (1812)

Très tôt il s'intéresse à l'entomologie et publie plusieurs traités sur le sujet dans l' Archiv für Zoologie und Zootomie de Rudolf Wiedemann. En 1798, il est l'auteur d'un livre sur les organes sensoriels des insectes et des vers, intitulé Versuch einer Naturgeschichte der Sinneswerkzeuge bei den Insecten und Würmern. Dans les domaines de la philosophie de la nature, de la médecine et de la botanique, il  publie les ouvrages suivants : 
- Elementarlehre der organischen Natur, première partie Organomie, 1800 – Enseignement élémentaire sur la nature organique; organomique.
- Philosophie der Medizin, 1809 – La philosophie de la médecine.
- Kritik der Lehre von den Geschlechtern der Pflanze, (1812, deux suites en 1814 et 1823) – Critique de la doctrine sur la reproduction ches les plantes à fleur.
- Von der Sexualität der Planzen: Studien (avec August Wilhelm Henschel ) 1820 – Sur la reproduction des plantes.
- Lebens- und Formgeschichte der Pflanzenwelt (volume 1), 1822 – Histoire de la vie et de la forme du monde végétal[4]